# Phare de Yeşilköy
Le phare de Yeşilköy (en turc : Yeşilköy Feneri)  est un feu côtier situé sur la côte nord de la mer de Marmara, dans le village de Yeşilköy (district de Bakırköy) à Istanbul, en Turquie.
Il est exploité et entretenu par l'Autorité de sécurité côtière (en turc : Kıyı Emniyeti Genel Müdürlüğü) du ministère des Transports et des Communications.

## Histoire
Construit en 1856, il s'appelait initialement Ayostefanos Feneri (phare Hagios Stefanos) d'après l'ancien nom de la banlieue.
Le phare a été commandé par le sultan ottoman Abdülmecid Ier (règne de 1839 à 1861) afin de permettre une navigation sûre autour des eaux peu profondes avant la pointe de Yeşilköy pour les navires sillonnant la côte nord-ouest de la mer de Marmara en direction d'Istanbul. Il est situé à environ 14 km au sud-ouest de l'entrée sud du Bosphore.
Il a été construit par des ingénieurs français en 1856 sous la forme d'un prisme octogonal en maçonnerie à deux étages. Comme le sol à l'emplacement n'est pas suffisamment élevé par rapport au niveau de la mer, la tour de 16 m  a été construite sur une plate-forme, permettant une hauteur focale de 23 m. La structure est entièrement peinte en blanc. Une dépendance de deux étages est annexée, qui a été utilisée comme logement du gardien et à des fins administratives. Une galerie encercle la salle des lanternes de la tour.

## Description
Le phare de Yeşilköy est entré en service le 5 janvier 1857. Initialement, il a été éclairé par un feu au kérosène, mais a été remplacé plus tard par une lumière Dalén utilisant du carbure (gaz acétylène). De nos jours, la lumière fonctionne à l'électricité. La lanterne du phare a une lentille cylindrique catadioptrique de 500 mm et une source lumineuse de 500 W qui clignote toutes les 10 secondes. Sa lumière blanche est visible à une portée de 15 nm (28 km). Dans des conditions de brouillard, une corne de brume retentit toutes les 30 secondes pour avertir de la zone dangereuse.
La dépendance du phare a été transformée en restaurant de poissons et fruits de mer, pouvant accueillir 100 personnes dans le hall principal et 40 personnes dans la véranda. De plus, 150 clients peuvent dîner sur une terrasse en plein air pendant les mois d'été.
Identifiant : ARLHS : TUR-055 - Amirauté : E49O2 - NGA : 17104.

### Lien connexe
- Liste des phares de Turquie